# Reading (locomotive)
Pour les articles homonymes, voir Reading.

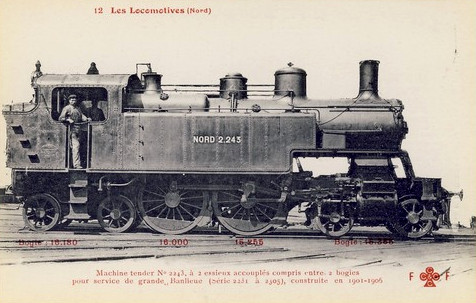
Exemple de locomotive 222

Reading en Europe est un type de locomotive à vapeur dont les essieux ont la configuration suivante (de l'avant vers l'arrière) :
- 2 essieux porteur sur un bogie
- 2 essieux moteur
- 2 essieux porteur sur un bogie

## Codification
Ce qui s'écrit :
- 4-4-4 en codification Whyte.
- 222 en codification d'Europe.
- 2B2 en codification allemande et italienne.
- 26 en codification turque.
- 2/6 en codification suisse.